# گوستاف هولمستروم
گوستاف هولمستروم (فنلاندی: Gustaf Holmström; ۲۷ نوامبر ۱۸۸۸ – ۲۴ فوریهٔ ۱۹۷۰) بازیکن فوتبال اهل فنلاند بود.
وی همچنین در تیم ملی فوتبال فنلاند بازی کرده‌است.